# Tétraméthyl-paraphénylènediamine
La N,N,N'N'-tétraméthyl-1,4-phénylènediamine (TMPD) est composant du réactif de la recherche de la cytochrome-oxydase en bactériologie. En effet, en présence de dioxygène, la cytochrome-oxydase est capable de catalyser l'oxydation de la forme réduite de dérivés N-méthylés du paraphénylènediamine en semi-quinone (rose violacé).